# Las Palmas (Utuado)
Las Palmas es un barrio ubicado en el municipio de Utuado en el estado libre asociado de Puerto Rico. En el Censo de 2010 tenía una población de 1153 habitantes y una densidad poblacional de 205,91 personas por km².

## Geografía
Las Palmas se encuentra ubicado en las coordenadas 18°14′8″N 66°39′25″O / 18.23556, -66.65694. Según la Oficina del Censo de los Estados Unidos, Las Palmas tiene una superficie total de 5.6 km², de la cual 5.4 km² corresponden a tierra firme y (3.61%) 0.2 km² es agua.

## Demografía
Según el censo de 2010, había 1153 personas residiendo en Las Palmas. La densidad de población era de 205,91 hab./km². De los 1153 habitantes, Las Palmas estaba compuesto por el 92.71% blancos, el 2.34% eran afroamericanos, el 0.17% eran amerindios, el 0.09% eran asiáticos, el 3.21% eran de otras razas y el 1.47% pertenecían a dos o más razas. Del total de la población el 99.57% eran hispanos o latinos de cualquier raza.